# Aker ACS 650
Die Schiffe des Typs Aker ACS 650 sind spezielle, für arktische Regionen entwickelte Mehrzweckfrachtschiffe.

## Kurzbeschreibung

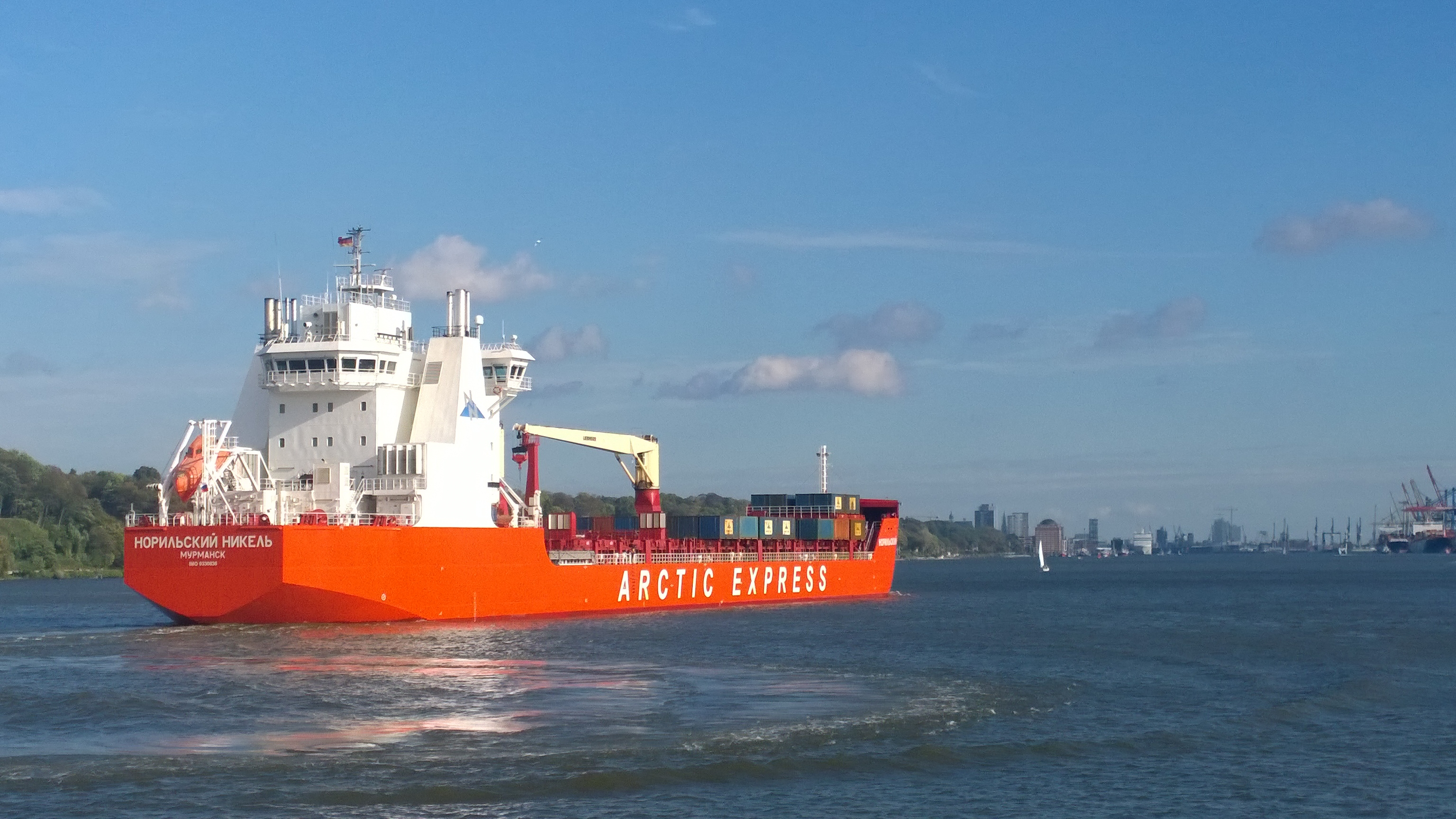
Heckansicht der Norilskiy Nickel

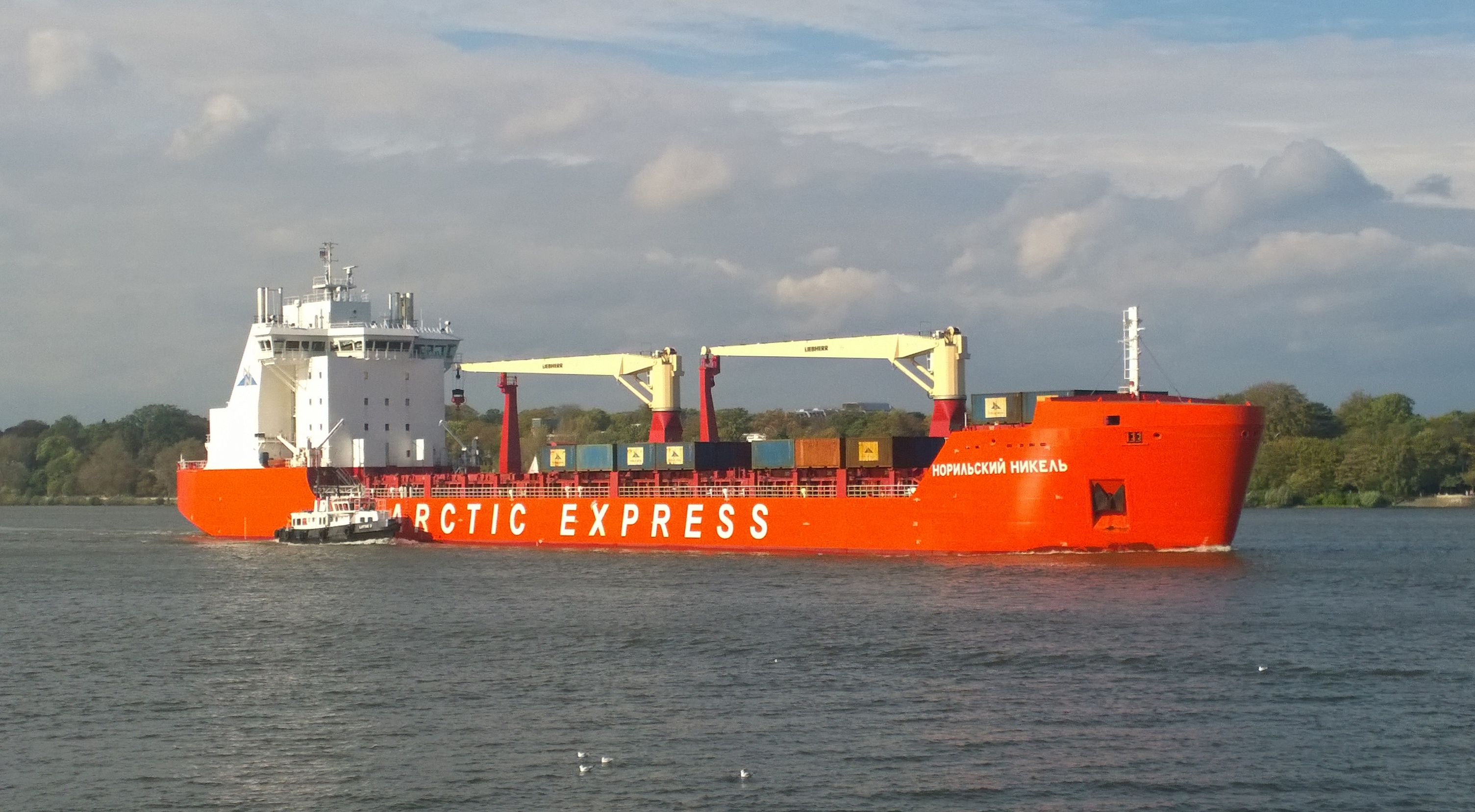
Die Norilskiy Nickel mit Zielhafen Hamburg

Der Schiffsentwurf stammt von Aker Arctic. Die hoch spezialisierten Schiffe des Typs können dank des von Aker Yards entwickelten und patentierten Konzepts Double Acting Ship (DAS) eisbedeckte Gewässer ohne Eisbrecherunterstützung befahren. Dazu verfügen die Schiffe über ein Heck, das für das Brechen von Eis geeignet ist. Bei schweren Eisbedingungen können die Schiffe in Rückwärtsfahrt gedreht werden und sich so ihren Weg durch bis zu 1,5 Meter starkes Eis bzw. bis zu 15 Meter starke Eisbarrieren bahnen. Für die Navigation in Rückwärtsfahrt ist das Schiff mit einer zweiten Brücke ausgerüstet, die nach achtern zeigt. Bei Rückkehr in Gewässer mit leichteren Eisbedingungen oder offenes Wasser können die Schiffe erneut um 180 Grad gedreht werden und die Fahrt mit dem Bug nach vorn fortsetzen.
Das Konzept der Schiffe erlaubt den ganzjährigen Einsatz im Nordpolarmeer, wo die Schiffe für den Transport von metallurgischen Produkten hauptsächlich zwischen Dudinka und Murmansk eingesetzt werden.
Das Vorschiff für das Typschiff, die Norilskiy Nickel, baute die Aker Warnemünde Operations im Jahre 2006. Dieses wurde dann nach Helsinki zur Werft Aker-Finnyards geschleppt und mit dem dort gebauten Achterschiff verbunden. Die Nachfolgebauten wurden in Warnemünde gebaut.

## Technische Daten und Ausstattung
Die Schiffe haben einen dieselelektrischen Antrieb. Die Propulsion erfolgt durch eine von einem Elektromotor angetriebene Propellergondel (Pod), die unter dem Achterschiff aufgehängt ist. Für die Stromerzeugung stehen drei Dieselgeneratorsätze zur Verfügung, bei denen drei Wärtsilä-Dieselmotoren mit jeweils 5.820 kW Leistung drei ABB-Generatoren antreiben. Außerdem steht ein Hafen- und Notgenerator zur Verfügung.
Die Schiffe verfügen über vier Laderäume, die mit Faltlukendeckeln verschlossen werden. Die Kapazität der Räume beträgt insgesamt 19.470 m³ – 1.776 m³ in Raum 1, jeweils 6.539 m³ in Raum 2 und Raum 3 sowie 4.616 m³ in Raum 4. Die Schiffe sind für den Transport von Containern ausgestattet. Die Containerkapazität beträgt 648 TEU. 389 TEU können in den Laderäumen, 259 TEU an Deck geladen werden.
Drei der Schiffe, Norilskiy Nickel, Talnakh und Nadezhda, wurden später mit zwei Kranen nachgerüstet, die jeweils 45 t heben können.
Die Schiffe sind mit 18 Kabinen für die Besatzung, einer Lotsenkammer und drei Zweibettkabinen für Passagiere ausgestattet.

## Seriengröße und Ablieferung
Auftraggeber aller Schiffe ist das russische Bergbauunternehmen Open Joint Stock Company Mining and Metallurgical Company (MMC) „Norilsk Nickel“, das die Schiffe nach dem erfolgreichen Einsatz des Typschiffs bei Aker Yards bestellte.
Die Namen der Schiffe sind Namen von Minen des Unternehmens.
| Bau-Nr. | Schiffsname      | IMO-Nr. | Ablieferung       | Verbleib | Anmerkung                                                                                               |
| ------- | ---------------- | ------- | ----------------- | -------- | --- |
| 505     | Norilskiy Nickel | 9330836 | 28. Februar 2006  | in Fahrt | Das Typschiff ist nicht der Aker Warnemünde Operations zuzuordnen. Diese baute lediglich das Vorschiff. |
| 156     | Monchegorsk      | 9404015 | 31. Juli 2008     | in Fahrt | |
| 158     | Zapolyarnyy      | 9404027 | 12. November 2008 | in Fahrt | |
| 160     | Talnakh          | 9404039 | 11. Dezember 2008 | in Fahrt | |
| 161     | Nadezhda         | 9404041 | 28. Januar 2009   | in Fahrt | |

## Sonstiges
Auf Basis des Schiffsentwurfs wurde 2011 ein Tanker gebaut, der ebenfalls eisgängig ist.